# براتتشیتسه (ناحیه برنو-تسوونتری)
براتتشیتسه (به چکی: Bratčice) یک منطقهٔ مسکونی در جمهوری چک است که در ناحیه برنو-تسوونتری واقع شده‌است. براتتشیتسه ۶٫۱۶ کیلومتر مربع مساحت و ۷۲۷ نفر جمعیت دارد و ۲۱۵ متر بالاتر از سطح دریا واقع شده‌است.